# Boche

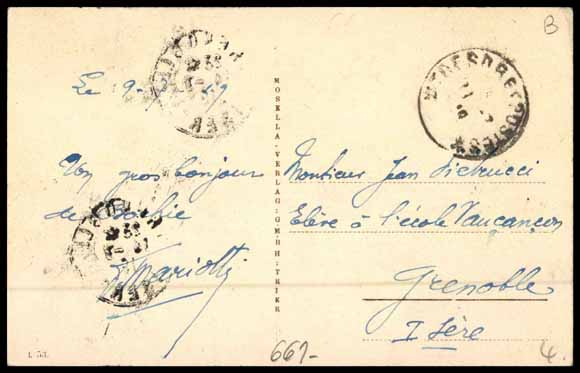
Carta postale del 1919 con scritto: "Un gran buongiorno da Bochie"

Boche è un termine dispregiativo dell'argot popolare francese usato per designare un soldato tedesco o una persona di origine tedesca. La parola è stata utilizzata durante la guerra franco-prussiana del 1870 e poi più ampiamente dai francesi, belgi e lussemburghesi dalla prima guerra mondiale fino a ben oltre la seconda guerra mondiale. Il suo uso, divenuto raro e piuttosto colloquiale, può essere considerato offensivo se usato al di fuori di un contesto storico.

## Etimologia
Sull'origine della parola boche esistono varie ipotesi: la prima è che la parola sarebbe una aferesi di alboche, dove al starebbe per allemand (ossia, tedesco), mentre -boche sarebbe un suffisso argotico derivato da bosse, ossia testa, collegato a sua volta all'occitano caboça. La parola boche ricorre in espressioni come Alboche (per designare i tedeschi) e Italboche (per designare gli italiani). Ugualmente attestata è l'espressione têtes de boche, usata in Alsazia e Lorena e citata nel Dizionario dell'argot moderno di Rigaud (1881).
Proprio questo modo di dire (têtes de boche letteralmente sarebbe "testa di testa", un nonsense ridondante) ha indotto a cercare altre possibili spiegazioni sull'origine della parola. In passato têtes de boche significava têtes de bois (in italiano, testa di legno), un modo per indicare una persona stupida. L'uso di boche col significato di legno deriverebbe dal provenzale bocho, vicino all'occitano bòcha e indicante una sfera di legno. Il Dizionario dell'argot dei tipografi di Eugène Boutmy del 1883 fornisce la seguente definizione di Boche (tête de): « Testa di legno. Questo termine è riferito in special modo ai belgi e ai tedeschi perché loro comprendono con molte difficoltà le spiegazioni dei tipografi, o a causa di una mancanza di vivacità intellettuale o a causa della scarsa conoscenza che hanno della lingua francese e per la loro imperdonabile ignoranza dell'argot tipografico».
Anche la parola francese bûche (altra possibile origine di boche) tra i vari suoi significati ha quello di "persona stupida". Dunque la parola "boche", unita al prefisso "al" indicante i tedeschi, forma l'espressione "persona stupida tedesca". In seguito il termine si è accorciato semplicemente in boche, facendo riferimento per antonomasia ai soldati tedeschi o alle persone di origine tedesca.

## Storia
La parola boche è tipica dell'argot militare francese. Il suo uso inizia ad essere attestato durante la guerra franco-prussiana del 1870, ma è soprattutto grazie ai poilu che il termine si diffuse durante la prima guerra mondiale, inizialmente senza intenti offensivi come successe in seguito.
La parola fu conosciuta e iniziata ad usare dalla società francese proprio durante la Grande Guerra, come dimostra un articolo del giornalista alsaziano Charles Spindler che la citò in un suo articolo. In seguito, per estensione, dal termine boche si sarebbe sviluppato Bochie per indicare la Germania.
Boche acquisì la sua accezione dispregiativa a cavallo tra le due guerre: col ritorno dell'Alsazia-Lorena alla Francia dopo quasi mezzo secolo di dominio tedesco, molti francesi dell'Alsazia e della Lorena, alla pari dei tedeschi, subirono questa discriminazione dovuta al fatto di essere nati in un territorio all'epoca appartenente alla Germania. A riprova di ciò, nel 1937 due calciatori francesi nati in Lorena furono esclusi dalla nazionale dopo che i principali quotidiani francesi fecero notare che erano due boche.